# Loktewka
Die Loktewka (russisch Локтевка) ist ein linker Nebenfluss des Tscharysch in der russischen Region Altai. 
Die Loktewka entspringt am Westhang der Sinjucha, dem höchsten Berg des Kolywan-Kammes, im nordwestlichen Altaigebirge. Sie fließt anfangs ein kurzes Stück in südwestlicher Richtung durch das Gebirge, bevor sie eine scharfe Kehre nach Norden macht. Sie verlässt das Bergland. Der Flusslauf liegt fast vollständig innerhalb des Rajons Kurja. Lediglich die letzten Kilometer liegen im Rajon Pospelicha. Die Loktewka nimmt von rechts die Belaja, ein Flüsschen, das in der Nähe von Kolywan entspringt, auf. Die Loktewka erreicht auf halber Strecke das Rajon-Verwaltungszentrum Kurja, wo sich ein Abflusspegel befindet. Nach 111 km mündet die Loktewka linksseitig in den Tscharysch, ein linker Nebenfluss des Ob. Die Loktewka entwässert ein Areal von 1610 km². Am Pegel Kuja, 53 km oberhalb der Mündung, beträgt der mittlere Abfluss 7,34 m³/s. Der Fluss wird hauptsächlich von der Schneeschmelze gespeist. April (35,22 m³/s) und Mai (23,68 m³/s) sind die abflussstärksten Monate (Monatsmittel jeweils am Pegel Kurja).